# Sciurus yucatanensis
Lo scoiattolo dello Yucatan (Sciurus yucatanensis J. A. Allen, 1877) è una specie di scoiattolo arboricolo del genere Sciurus originaria del Centroamerica.

## Tassonomia
Attualmente, gli studiosi riconoscono tre sottospecie di scoiattolo dello Yucatan:
- S. y. yucatanensis Richardson, 1839 (Messico, Yucatán);
- S. y. baliolus Nelson, 1899 (Messico, Campeche, e Belize);
- S. y. phaeopus Nelson, 1899 (Guatemala e Messico).

## Descrizione
Lo scoiattolo dello Yucatan pesa 341-475 g; il corpo misura 20-32,2 cm e la coda 19,4-27,1 cm. Gli esemplari che abitano le regioni settentrionali della penisola dello Yucatán sono di colore grigio-giallastro, con le regioni inferiori biancastre; quelli che vivono più a sud sono più scuri ed hanno la regione dorsale di colore marrone scuro o nerastro, fittamente brizzolata, e quella ventrale grigio scuro. Talvolta sulle orecchie sono presenti ciuffetti auricolari; la coda è nera o marrone, con ciuffi sparsi bianchi.

## Distribuzione e habitat
Come indica il nome, lo scoiattolo dello Yucatan vive nella penisola dello Yucatán, nelle regioni settentrionali e sud-occidentali del Belize e in quelle settentrionali del Guatemala, dal livello del mare a 750 m di quota.
Vive nelle foreste decidue e sempreverdi, nelle aree boschive semiaride di pini e querce, e nelle foreste secondarie.

## Biologia
Lo scoiattolo dello Yucatan è diurno e prevalentemente arboricolo. È maggiormente attivo nelle prime ore della mattina, ma è stato visto disteso al sole su un ramo anche in altri momenti della giornata. Costruisce nidi fatti di foglie e rametti sui rami. Si nutre di frutta dalla polpa morbida, noci e semi; quando questi non sono disponibili, ripiega su fiori, gemme e germogli. Le femmine danno alla luce nidiate costituite da 2-3 piccoli durante la stagione secca (da aprile ad agosto).

## Conservazione
Malgrado la deforestazione, lo scoiattolo dello Yucatan è ancora molto numeroso e la sua popolazione sembra essere al sicuro; per questo motivo la IUCN lo inserisce tra le specie a rischio minimo.